# Ralph Bryans
Ralph Bryans (Belfast, 7 marzo 1941 – 6 agosto 2014) è stato un pilota motociclistico britannico che nel motomondiale ha vinto un titolo iridato nel 1965 nella classe 50.

## Carriera
Esordì nelle competizioni nel 1959 alla Tandragee 100, con una moto presa a prestito; l'anno successivo fu campione irlandese della classe 200 cc.
Il suo esordio nel campionato mondiale risale al 1962, dove partecipa al Tourist Trophy in sella a una Benelli 50 fornitagli dal distributore irlandese della Casa di Pesaro e a una Norton in classe 350. Con la motocicletta britannica, questa volta in Classe 500, ottiene i suoi primi punti iridati nel motomondiale 1963.
Dall'edizione successiva le sue presenze da sporadiche passano a essere continuative e comincerà a utilizzare modelli della Honda; resterà fedele alla casa motociclistica giapponese fino al termine della sua carriera agonistica, avvenuta al termine della stagione 1967.
Nel suo palmarès vi sono 10 vittorie in singoli gran premi divisi in 7 successi nella Classe 50, 2 in 250 e uno in 350 (quest'ultimo in occasione del Gran Premio motociclistico delle Nazioni 1967). Inoltre da considerare anche 3 vittorie nella North West 200.
Ritiratosi dalle corse nel 1970, Bryans si stabilì nella contea scozzese dell'Ayrshire, dove aprì una società per la produzione e distribuzione di pannelli per carrozzerie; chiusa l'attività nei primi anni novanta iniziò a frequentare le manifestazioni dedicate alle moto d'epoca. È morto nell'agosto 2014 dopo aver lottato contro il cancro.

## Risultati nel motomondiale

### Classe 50
| 1964 | Classe | Moto  |  |  |  |   |   |   |   |    |    |     |    |    |  | Punti | Pos. |
| ---- | ------ | ----- |  |  |  | - | - | - | - | -- | -- | --- | -- | -- |  | ----- | ---- |
| 1964 | 50     | Honda |  |  |  | 2 | 1 | 1 | 1 | NE | NE | Rit | NE | AN |  | 30    | 2º   |

| 1965 | Classe | Moto  |   |   |   |   |   |   |   |    |    |    |    |    |   | Punti | Pos. |
| ---- | ------ | ----- | - | - | - | - | - | - | - | -- | -- | -- | -- | -- | - | ----- | ---- |
| 1965 | 50     | Honda | - | 1 | 2 | 1 | - | 1 | 5 | NE | NE | NE | NE | NE | 2 | 36    | 1º   |

| 1966 | Classe | Moto  |   |   |    |   |    |    |    |    |    |   |   |   |  | Punti | Pos. |
| ---- | ------ | ----- | - | - | -- | - | -- | -- | -- | -- | -- | - | - | - |  | ----- | ---- |
| 1966 | 50     | Honda | 3 | 2 | NE | 2 | NE | NE | NE | NE | NE | 1 | 2 | - |  | 26    | 2º   |

| Legenda | 1º posto        | 2º posto            | 3º posto            | A punti      | Senza punti        | Grassetto – Pole position Corsivo – Giro più veloce |
| Legenda | Gara non valida | Non qual./Non part. | Ritirato/Non class. | Squalificato | '-' Dato non disp. | Grassetto – Pole position Corsivo – Giro più veloce |

### Classe 125
| 1964 | Classe | Moto  |  |  |  |   |   |    |   |   |   |   |   |   |  | Punti | Pos. |
| ---- | ------ | ----- |  |  |  | - | - | -- | - | - | - | - | - | - |  | ----- | ---- |
| 1964 | 125    | Honda |  |  |  | 3 | 3 | NE | - | - | 3 | 2 | 4 | - |  | 21    | 5º   |

| 1965 | Classe | Moto  |  |     |     |   |   |   |    |  |   |   |   |   |   | Punti | Pos. |
| ---- | ------ | ----- |  | --- | --- | - | - | - | -- |  | - | - | - | - | - | ----- | ---- |
| 1965 | 125    | Honda |  | Rit | Rit | - | 6 | - | NE |  | - | 4 | 4 | - | 3 | 11    | 8º   |

| 1966 | Classe | Moto  |   |   |    |   |    |   |   |   |   |   |   |   |  | Punti | Pos. |
| ---- | ------ | ----- | - | - | -- | - | -- | - | - | - | - | - | - | - |  | ----- | ---- |
| 1966 | 125    | Honda | 3 | 2 | NE | - | NE | 6 | 2 | 3 | 2 | - | 2 | - |  | 32    | 3º   |

| Legenda | 1º posto        | 2º posto            | 3º posto            | A punti      | Senza punti        | Grassetto – Pole position Corsivo – Giro più veloce |
| Legenda | Gara non valida | Non qual./Non part. | Ritirato/Non class. | Squalificato | '-' Dato non disp. | Grassetto – Pole position Corsivo – Giro più veloce |

### Classe 250
| 1964 | Classe | Moto  |  |   |   |  |   |   |   |   |   |    |   |   |  | Punti | Pos. |
| ---- | ------ | ----- |  | - | - |  | - | - | - | - | - | -- | - | - |  | ----- | ---- |
| 1964 | 250    | Honda |  | - | - |  | - | - | - | - | 3 | NE | - | - |  | 4     | 14º  |

| 1965 | Classe | Moto  |   |   |   |   |   |   |   |   |   |   |   |   |   | Punti | Pos. |
| ---- | ------ | ----- | - | - | - | - | - | - | - | - | - | - | - | - | - | ----- | ---- |
| 1965 | 250    | Honda | - | - | - | - | - | - | - | - | - | 5 | 3 | - | - | 6     | 13º  |

| 1967 | Classe | Moto  |   |   |   |   |   |   |   |   |   |   |   |   |   | Punti | Pos. |
| ---- | ------ | ----- | - | - | - | - | - | - | - | - | - | - | - | - | - | ----- | ---- |
| 1967 | 250    | Honda | 2 | 1 | 4 | 3 | 3 | 3 | 3 | 4 | - | 2 | 3 | 3 | 1 | 40    | 4º   |

| Legenda | 1º posto        | 2º posto            | 3º posto            | A punti      | Senza punti        | Grassetto – Pole position Corsivo – Giro più veloce |
| Legenda | Gara non valida | Non qual./Non part. | Ritirato/Non class. | Squalificato | '-' Dato non disp. | Grassetto – Pole position Corsivo – Giro più veloce |

### Classe 350
| 1967 | Classe | Moto  |    |   |    |   |   |    |   |   |    |   |   |    |   | Punti | Pos. |
| ---- | ------ | ----- | -- | - | -- | - | - | -- | - | - | -- | - | - | -- | - | ----- | ---- |
| 1967 | 350    | Honda | NE | - | NE | - | - | NE | - | - | NE | 2 | 1 | NE | 2 | 20    | 3º   |

| Legenda | 1º posto        | 2º posto            | 3º posto            | A punti      | Senza punti        | Grassetto – Pole position Corsivo – Giro più veloce |
| Legenda | Gara non valida | Non qual./Non part. | Ritirato/Non class. | Squalificato | '-' Dato non disp. | Grassetto – Pole position Corsivo – Giro più veloce |

### Classe 500
| 1963 | Classe | Moto   |    |    |    |   |   |   |   |   |   |   |   |    | Punti | Pos. |
| ---- | ------ | ------ | -- | -- | -- | - | - | - | - | - | - | - | - | -- | ----- | ---- |
| 1963 | 500    | Norton | NE | NE | NE | - | - | - | 5 | - | - | - | - | NE | 2     | 14º  |

| Legenda | 1º posto        | 2º posto            | 3º posto            | A punti      | Senza punti        | Grassetto – Pole position Corsivo – Giro più veloce |
| Legenda | Gara non valida | Non qual./Non part. | Ritirato/Non class. | Squalificato | '-' Dato non disp. | Grassetto – Pole position Corsivo – Giro più veloce |